# امیرحسین تاتاری
امیرحسین تاتاری (زادهٔ ۱۸ اردیبهشت ۱۳۶۷ در مشهد) بازیکن بسکتبال اهل ایران است که برای باشگاه بسکتبال الوصل امارات بازی می کند.
وی همچنین سابقه بازی در تیم های آویژه صنعت پارسا مشهد، شهرداری گرگان و نفت آبادان را دارد.

## پیوندهای بیرونی
امیرحسین تاتاری در اینستاگرام
- امیرحسین تاتاری در fiba.basketball (انگلیسی)
- امیرحسین تاتاری در Eurobasket.com (انگلیسی)
- امیرحسین تاتاری در RealGM (انگلیسی)